# オーバーレイ学術誌
オーバーレイ学術誌（おーばーれいがくじゅつし、英: Overlay journal）は、オープンアクセスの電子ジャーナル、つまり、オープンアクセス学術誌の一種で、独自の論文を出版せずに、すでにオンラインで無料で入手できる論文を選択し再出版やリンクを張る学術誌である。論文は、査読される予定のプレプリント（preprint）と査読された後のポストプリント（en:postprint）の両方が含まれる。

## 概要
多くのオーバーレイ学術誌はその論文をプレプリントサーバから得ているが、Lund Medical Faculty Monthlyなどは、商業出版社が出版した論文も含めている。
オーバーレイ学術誌の編集者は、オープンアクセスリポジトリとパブリックドメインから適切な論文を探し、それを読んで、その価値を評価する。この評価は、1人または複数の編集者がするが、完全な査読プロセスの形式をとることもある。
その後、公開するまでいくつかの形式がある。最も正式な形式は、編集者が相手の了承を取ってから論文を再出版する形式である。了承を得たことは論文またはそのメタデータに記載する。2つ目の形式は、編集者がオーバーレイ学術誌の目次に単に該当する論文をリンクする形式である。3つ目の形式は、オープンアクセスの論文にリンクするのだが、散在する論文を単一のテーマに絞りグループ化したオーバーレイ学術誌とする形式である。この場合、比較的曖昧なトピックや新たに出現したトピックを集中的にカバーすることが可能になる。
オーバーレイ学術誌の利点の1つは、論文が基本的に査読を受けているという事だ。Discrete Analysisの場合、論文には短い要約が付いているので、arXivの完全なプレプリントを読むことなく、記事の内容をすばやく把握できる利点もある。論文の変更情報は論文の更新版へリンクされる。 オーバーレイ学術誌にはISSNも付与される。
多くのオーバーレイ学術誌は「ダイヤモンドオープンアクセス」である。つまり、読者にも著者にも料金がかからない。ソフトウェアは非常に安価である。Discrete Analysisの場合、費用は、ケンブリッジ大学とスタンヒル財団（Stanhill Foundation）からの資金でまかなわれている。

## 歴史
1996年、ロスアラモス国立研究所の研究員でarXivを開発した物理学者のポール・ギンスパーグ（Paul Ginsparg）が「overlay journal」という用語を最初に使用した。その同じ1996年、フィジカル・レビュー（Physical Review D）はプレプリントにリンクし始めた。 後に、最初のオーバーレイ学術誌が創刊された。それらは、en:Journal of High Energy Physics（1997年）、en:Geometry and Topology（1997年）で、すべてarXivのオーバーレイ学術誌である。
2013年、オーバーレイ学術誌をホストする組織であるエピサイエンス（Episciences）が設立された。フランスの公的研究機関であるフランス国立科学研究センター（CNRS）、フランス国立情報学自動制御研究所（INRIA）、フランス国立農学研究所（en:Institut national de la recherche agronomique、INRA）、リヨン大学（Lyon University）の共同単位としてen:Centre pour la communication scientifique directe(CCSD)  が設立され、エピサイエンス（Episciences）を維持運営している。サイトは、Episciences.org（https://www.episciences.org ）である。
2016年2月、ケンブリッジ大学のティモシー・ガワーズ（William Timothy Gowers）・数学教授が、オーバーレイ学術誌・Discrete Analysisを立ち上げた。 
2016年、オーバーレイ学術誌Quantumが発表され、2017年4月に最初の論文が受理された。